# Adolphe Blasselle
Adolphe Blasselle, né le 21 février 1820 à Douai et mort le 15 août 1906 à Alger, est un homme politique français, maire d'Alger entre 1874 et 1876.

## Biographie
Né le 21 février 1820 à Douai, rue des Écoles, Adolphe-Victor Blasselle est le fils de Sophie-Marguerite Dupret et d'Emmanuel-Joseph Blasselle, garçon brasseur.
Installé à Alger quelques années après la conquête de l'Algérie par la France, Adolphe Blasselle y travaille à partir de 1843 comme avoué et défenseur près le tribunal civil. Très engagé dans la vie civique locale, il est notamment lieutenant dans l'artillerie de la milice (dès 1847), membre (dès 1852) puis vice-président (1855-1859) du bureau de bienfaisance, administrateur de la caisse d'épargne et du mont-de-piété (1852-1859), et censeur de la Banque de l'Algérie (à partir de 1855).
Conseiller municipal depuis le 26 mars 1856, Blasselle est nommé adjoint au maire le 19 décembre 1857 puis premier adjoint entre 1858 et 1867. C'est en cette qualité qu'il est décoré en 1862 de la Légion d'honneur, ordre dans lequel il sera promu officier en 1876.
Marié à Juana-Marie-Marguerite Gallian, il est le père de plusieurs fils, dont trois militaires qui seront décorés pour leurs services.
En 1874, sous le régime de l'Ordre moral, le gouvernement monarchiste du duc de Broglie révoque le maire républicain d'Alger, François Gastu, et le remplace, le 16 mars, par l'ancien élu bonapartiste Blasselle. Les oppositions à cette nomination, notamment dans le journal La Solidarité, sont bientôt réduites au silence grâce à l'état de siège ordonné par le préfet à la demande du nouveau maire. En avril 1876, au lendemain de la victoire des républicains à l'issue des élections législatives de 1876, Blasselle et ses adjoints donnent leur démission.
Resté très actif, Adolphe Blasselle préside la Société des fêtes algériennes en 1895. À partir de la même époque, et pendant une décennie, il est le délégué de la Société de secours aux blessés militaires auprès du corps d'armée de la 19e région militaire.
Adolphe Blasselle meurt à Alger le 15 août 1906.